# Battalion Wars 2
Battalion Wars 2 es un juego para Wii, una secuela al juego de Gamecube, Battalion Wars. Creado por Kuju Entertainment, quienes hicieron el predecesor, y distribuido por Nintendo. 

## Historia
El modo campaña empieza con el prólogo en donde se muestra como el Imperio solar derrota a la Legión de hierro.
El modo historia se divide en 3 campañas y 2 retrocesos(mirada al pasado) en los que se controla a todas las armadas del juego eseptuado a Xylvania.

## Nuevas adiciones
El modo de juego implementa combates por tierra, aire y mar; a diferencia del primer juego donde no se veía combate naval. Además de modo en línea para dos jugadores;
El modo en línea para 2 jugadores ha sido restringido para uso exclusivo mediante Wi-fi.

## Modos de juego
El juego tiene el modo campaña, el cual contiene 20 misiones en donde se controlan a las diferentes armadas del juego, siguiendo la historia del juego.
También esta el modo en línea, donde se puede jugar contra un amigo o contra cualquiera de todo el mundo. Este tiene tres modos de juego: Escaramuza, donde es una pelea frontal, se capturan bases y gana quien destruya más unidades; Asalto, donde uno ataca y el otro defiende su base por un límite de tiempo y Cooperativo, donde juegan los dos a la vez, alargando el modo campaña; Aunque se queda un poco corto ya que solo son dos personas, sin chat de voz más que la comunicación con solo dos comandos preestablecidos que sería: "ven a ayudarme" y "ataca ese objetivo"; es un poco problemático a la hora de jugar misiones cooperativas en línea.

## Controles
Este juego destaca también por su jugabilidad, ya que cabe destacar la accesibilidad para la mayoría de usuarios.

## Controles detallados
Al ser un juego estratégico, El Botón "(C)" cambiará la visión a vista aérea para controlar con mayor facilidad a nuestro batallón.
En el manejo de unidades terrestres, girar el Nunchako en la dirección en la que nuestro soldado se mueve para que esquive disparos y se mueva con rapidez lateral.
Para saltar, simplemente tendremos que agitar el Nunchako hacia arriba.
En el manejo de helicópteros, simplemente desaparece la función de esquivar y saltar, cambiándolas por la de subir o bajar apuntando arriba o abajo con el wiimote.
En el manejo de aviones, se copian las funciones del helicóptero, pero al agitar el Nunchako nuestro caza dará vueltas para esquivar misiles, y ayudaremos a hacer giros rápidos girando simplemente el Wiimote.
El manejo de unidades marítimas se asemeja al de las terrestres, pero con otros tipos de ataque.

## Unidades
Este juego también destaca por su variedad y número de unidades, 104.
No todos los bandos poseen todos los tipos de unidades, pero al manejar a todos los bandos en la campaña, resulta difícil no manejar a todas las unidades.

## Tipos de Unidades
INFANTERÍA:
-Soldado
-Lanzallamas
-Bazuca
-Comando
-Mortero
-Antiaéreo
VEHÍCULOS TERRESTRES:
-Antiaéreo
-Unidad de reconocimiento
-Tanque Ligero
-Tanque Pesado
-Artillería
-Máquina de guerra (Tanque de Grado Superior al Pesado, vulnerable tan sólo a ataques aéreos)
VEHÍCULOS AÉREOS:
-Bombardero
-Helicóptero de Combate
-Caza
-Destructor Strato
-Transporte aéreo (Helicóptero de transporte)
VEHÍCULOS MARÍTIMOS:
-Acorazado
-Fragata
-Submarino
-Superdestructor
-Transporte naval
COMPLEJOS:
-Cuartel General
-Cuartel
-Fábrica
-Base aérea
-Puerto

## Grados
Al completar una misión se muestra el estatus con el porcentaje de:
-Técnica (Unidades)
-Velocidad
-Armas
Los grados de indican la media de la misión, el más avanzado es el grado S, y los siguientes A, B, y C.
- Datos: Q690832